# Arabische zaagschubadder
De Arabische zaagschubadder (Echis coloratus) is een giftige slang uit de familie adders (Viperidae).

## Naam en indeling
De wetenschappelijke naam van de soort werd voor het eerst voorgesteld door Albert Günther in 1878. Oorspronkelijk werd de wetenschappelijke naam Echis colorata gebruikt.

### Ondersoorten
De soort wordt verdeeld in twee ondersoorten die onderstaand zijn weergegeven, met de auteur en het verspreidingsgebied.
| Naam                          | Auteur         | Verspreidingsgebied           |
| ----------------------------- | -------------- | ----------------------------- |
| Echis coloratus coloratus     | Günther, 1878  | Overige delen van het areaal. |
| Echis coloratus terraesanctae | Babocsay, 2003 | Israël, Jordanië              |

## Uiterlijke kenmerken
De Arabische zaagschubadder kan 70 tot 80 centimeter lang worden maar is meestal kleiner, de kleur is bruin met een diamanttekening, lichtere donkeromzoomde vlekken op het midden van de rug. De vlekken zijn wat groter dan bij de zaagschubadder (Echis carinatus), ook ontbreekt vaak het kruis-achtige tekening op de bovenzijde van de kop die de zaagschubadder wel heeft. De kop is groot en driehoekig, de schubben op de flanken hebben rijen tandjes. Net als de zaagschubadder worden de schubben van de flanken gebruikt om te waarschuwen; door ze tegen elkaar te wrijven ontstaat een rasp-achtig geluid. Hierdoor worden de Echis-soorten ook wel zandratelslangen genoemd.

## Verspreiding en habitat
De Arabische zaagschubadder komt voor in het Midden-Oosten en leeft in de landen Egypte, Jemen, Saoedi-Arabië, Israël, Oman en Jordanië. De slang leeft in halfwoestijnen en woestijnen, en beweegt zich meestal 'side-windend' voort; door zich op twee plaatsen tegen te grond te drukken en zich als het ware op te heffen. Zo kan de adder makkelijk over steile zandhellingen kruipen zonder weg te glijden.

## Levenswijze
De soort is zowel dag- als nachtactief, en eet hagedissen, knaagdieren en zelfs kleine andere slangen. Net als alle soorten uit het geslacht Echis is ook deze slang extreem giftig, het gif is sterk, de slang is agressief en slaat razendsnel toe. Het gif bestaat uit het weefselvernietigende hematoxine, dat bloedingen en orgaanuitval veroorzaakt wat de dood tot gevolg kan hebben als er geen anti-gif wordt toegediend.